# Radikal Ungdom
Radikal Ungdom af 1994 eller bara Radikal Ungdom, ibland förkortat RU, är Radikale Venstres ungdomsförbund. Förbundet är står precis som moderpartiet ideologiskt nära socialliberalismen och radikalismen varifrån partiet och ungdomsförbundet tagit sina namn.
Förbundet grundades 30 april 1994 men har sina rötter i ett ungdomsförbund med samma namn vilket bildades 1904, men uppgick i ett annat förbund 1911. Partiet är medlem i de internationella paraplyorganisationerna International Federation of Liberal Youth, Liberal Youth Movement of the European Community och Nordiska centerungdomens förbund.
Sedan landsmötet 2011 är Ditte Søndergaard ordförande.